# بين ألين
بين ألين (بالإنجليزية: Ben Allen)‏ هو سياسي أمريكي، ولد في 13 مارس 1978 بسانتا مونيكا في الولايات المتحدة. حزبياً، نشط في حزب كاليفورنيا الديمقراطي ‏. وقد انتخب عضو مجلس ولاية كاليفورنيا.